# Čtvrtý věk
Čtvrtý věk (a pozdější věky) jsou období ve Středozemi J. R. R. Tolkiena po skončení Třetího věku. Obsahují příběhy po porážce Saurona a zničení jednoho prstenu, ale oficiálně začaly odplutím nositelů Prstenů moci (Tří a Jednoho) do Valinoru. Většina příběhů Středozemě se však odehrává v předchozích věcích, a tak existuje jen málo materiálů o pozdějších věcích (některé události z prvních století se nacházejí v dodatcích k Návratu krále).

## Lidé
Obnovené království, jež spojilo Gondor a Arnor, říše Númenorejců ve vyhnanství, prospívalo pod vládou Elessara a jeho syna Eldariona. S dosavadními nepřáteli byl uzavřen mír, někteří Východňané a Haradští dokonce uzavřeli spojenectví, nebo se stali součástí Obnoveného království. V dodatcích je také psáno, že Éomer naplnil Eorlovu přísahu, když s ním vyjížděl na pláně Haradu a za jezero Rhûn (z toho vyplývá, že pokračoval boj s některými Sauronovými spojenci). Hodně Sauronových otroků bylo osvobozeno a byla jim dána zem v Mordoru kolem jezera Núrnen.

## Elfové
Elfům z Lothlórienu se podařilo vyhnat z Temného hvozdu zlé tvory (sídlící hlavně v Dol Gulduru). Celeborn se setkal s Thranduilem a společně přejmenovali les na Eryn Lasgalen (Les zelených listů). Lesní říše ve hvozdě (Thranduilova na severu a Celebornův Východní Lórien na jihu) byly trochu rozšířeny, ale mnoho obyvatelstva odešlo na Západ. Šedé přístavy a zbytek Lindonu byly opuštěny, zůstal jen Círdan a pár dalších. Na krátkou dobu založil Legolas elfskou kolonii v Ithilienu, ale i ten za čas odplul.

## Trpaslíci
Trpaslíci z Durinova lidu žili v Ereboru, kde prospívali. Jsou záznamy, že Gimli založil kolonii v jeskyních Aglarondu. Byla také vyslána expedice do Morie, kde se zase začal těžit mithril, jež byl použit na opravu bran Minas Tirith, ale kolonie v Morii nebyla hned obnovena. Přesto existují zmínky, že Durin Poslední později obnovil trpasličí říši a navrátil Durinův lid do jeho původního bydliště.
Trpaslíků patrně začalo ubývat až ke konci Čtvrtého věku, protože trpaslice tvořily jen třetinu populace a často také chtěly mít manžela, který si je už nemohl vzít, takže se nevdaly. Muži zase někdy byli tak zabráni do svého řemesla, že si nikoho nevzali. Jejich konečný osud je nejasný.

## Ostatní rasy
Skřeti a trolové utekli na dálný východ a už se nevrátili. Enti zřejmě nikdy nenašli své ženy. Aragorn jim povolil expanzi Fangornu na západ na rozlehlé pustiny Eriadoru, kde byl dříve prales, ale Stromovous bědoval, že les se tam může rozšířit, ale enti již nikoliv. Postupem času se enti zmenšovali a stávali se čím dál více „stromovatějšími“. Už nikdy nezasáhli do sporů ostatních ras.

## Společenstvo prstenu
Ze zbývajících členů Společenstva prstenu, se Samvěd Křepelka stal starostou Kraje a rádcem krále Elessara. Jeho dcera Elanor byla jednou z dvorních dam Arwen. Na konci svého života se Sam vydal do Valinoru na poslední Círdanově lodi.
Smíšek Brandorád se stal pánem Rádovska a Pipin Bral vladykou Kraje. Zůstávali v přátelství s královskými rodinami Rohanu a Obnoveného království. V pozdějším věku se Smíšek vydal do Rohanu a Pipin do Gondoru. V Gondoru okolo roku 64 Čtvrtého věku zemřeli. Pohřbeni byli v Rath Dínenu mezi velikány Gondoru.
Roku 120 Čtvrtého věku zemřel král Elessar (Aragorn) ve věku 211 let (přestože byl ještě při síle, nelpěl na životě po vzoru prvních númenorejských králů) a Arwen odešla do Lórienu, kde nakonec také zemřela. Legolas si postavil loď a odplul na Západ. Gimli pravděpodobně plul s ním. Byl jediným trpaslíkem, který vyplul na Západ.

## Další věky
Tolkien nikdy přímo neřekl, co se stalo po odplutí poslední lodi na Západ, ale zmiňoval se, že se dnes (Tolkien bral své příběhy jako dávnou historii Země) nacházíme přibližně na začátku Sedmého věku. Z tohoto a několika dalších zmínek v knihách lze vyvodit, že měl Čtvrtý věk začít roku 3102 př. Kr. Další předěly mezi Věky by měly být tyto:
- Čtvrtý/Pátý věk - 1200 př. Kr. (přibližný odhad Trójské války)
- Pátý/Šestý věk - 451 po Kr. (bitva na Katalaunských polích)
- Šestý/Sedmý věk - 1945 po Kr. (konec 2. světové války)